# Вірджинія-Вотер (озеро)
Озеро Вірджинія Вотер лежить на південній околиці Віндзорського Великого Парку, в районі Раннімед в Сурреї та цивільних парафіях Олд Віндзор і Саннінгдейл в Беркширі, в Англії. Це рукотворне озеро, яке отримало свою назву від однойменної природної водойми. Є село Вірджинія-Вотер, яке простягається на схід від озера. Територія озера, поблизу форту Бельведер і годинникова шафа занесені до Реєстру історичних парків і садів категорії I.

## Історія
Озеро Virginia Water Lake спочатку було чимось більшим, ніж струмок, який існував принаймні з 17 століття і цілком міг бути названий на честь Єлизавети I, королеви-діви, хоча це не точно. Саме озеро було розпочато в 1746 році Вільямом, герцогом Камберлендським, який тоді був рейнджером парку. Його власний полк, 23-й піший полк, взявся за будівництво. Початкове озеро було набагато меншим за нинішню форму, і було знищено під час повені в 1768 році. У 1780 році Пол і Томас Сендбі почали будівництво набагато більшого озера на цьому місці, а потім додали штучний водоспад, Луговий ставок і Ставок-Обеліск.
Серед об’єктів на березі озера – 30-метровий високий канадський тотемний стовп, вирізьблений Мунго Мартіном, Генрі Хантом і Тоні Хантом-старшим на честь сторіччя Британської Колумбії, а також колекція декоративних римських руїн, перевезених із місця Лептіс Магна (сучасний Аль-Хумс) у 1816 році та встановлений у Virginia Water у 1826 році. У 2022 році уряд Лівії поставив під сумнів законність придбання руїн і попросив їх повернути.
У 1834 році мініатюрний вітрильний фрегат «Королівська Аделаїда» був побудований у Шірнесі для короля Вільяма IV, демонтований і перевезений по суші до Вірджинія-Вотер, де його знову зібрали та спустили на воду для тренувань королівських принців. Він був повністю оснащений, мав 15 метрів завдовжки і 4.6 метри балці, водотоннажністю 50 тонн, і був озброєний 22 справними мініатюрними гарматами. Він був розпущений у 1877 році, але рушниці були передані Королівській ескадрі яхт у замку Каус.

## Галерея

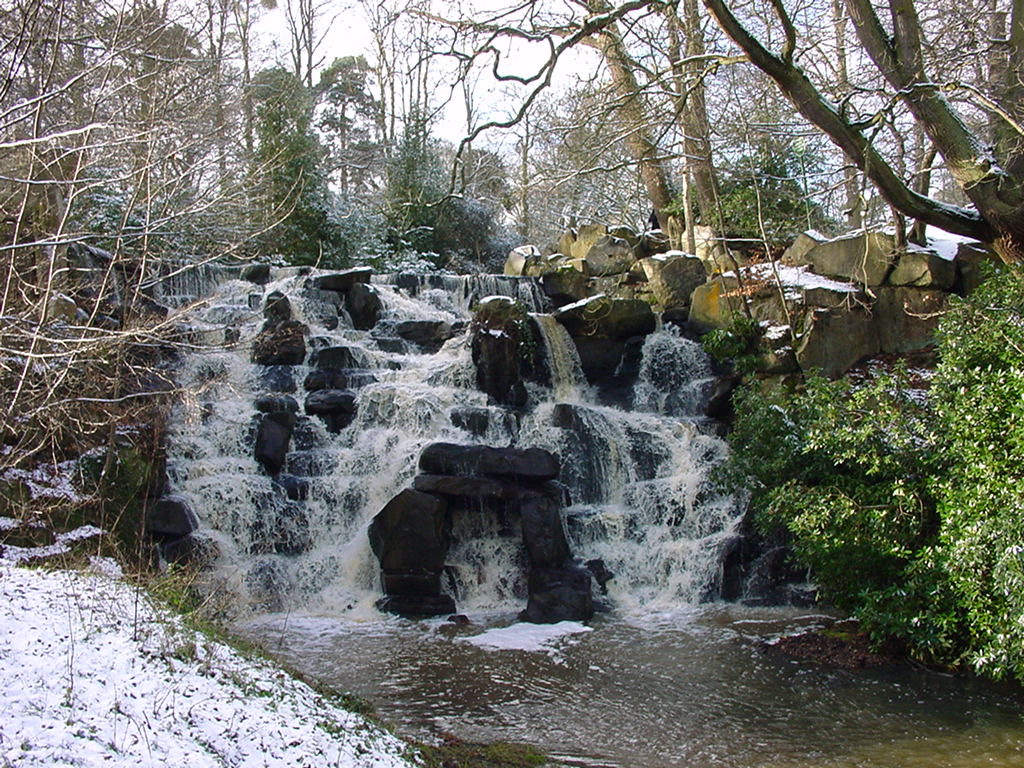
Водоспад на східній частині озера
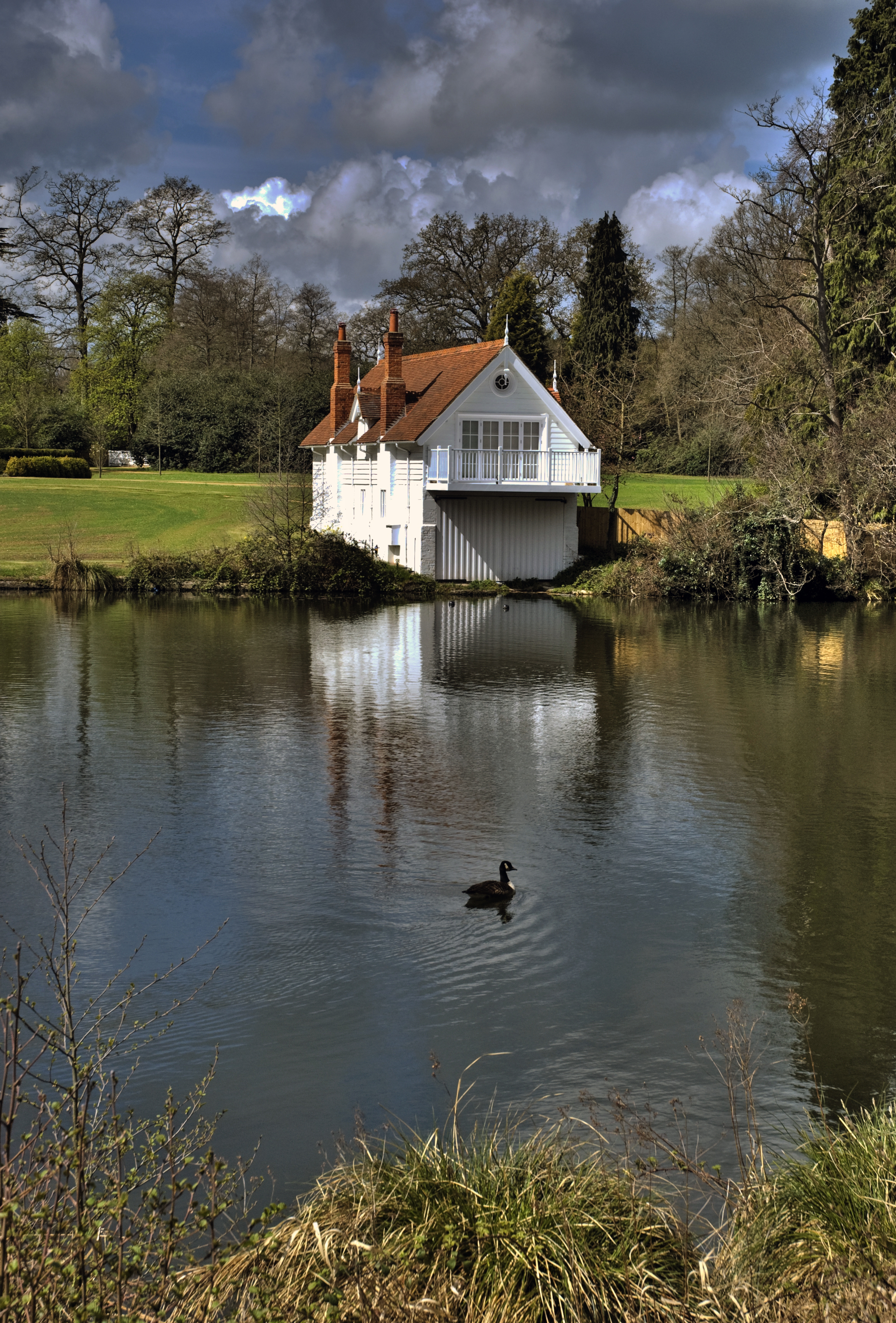
Вид на озеро Вірджинія-Вотер, 2012
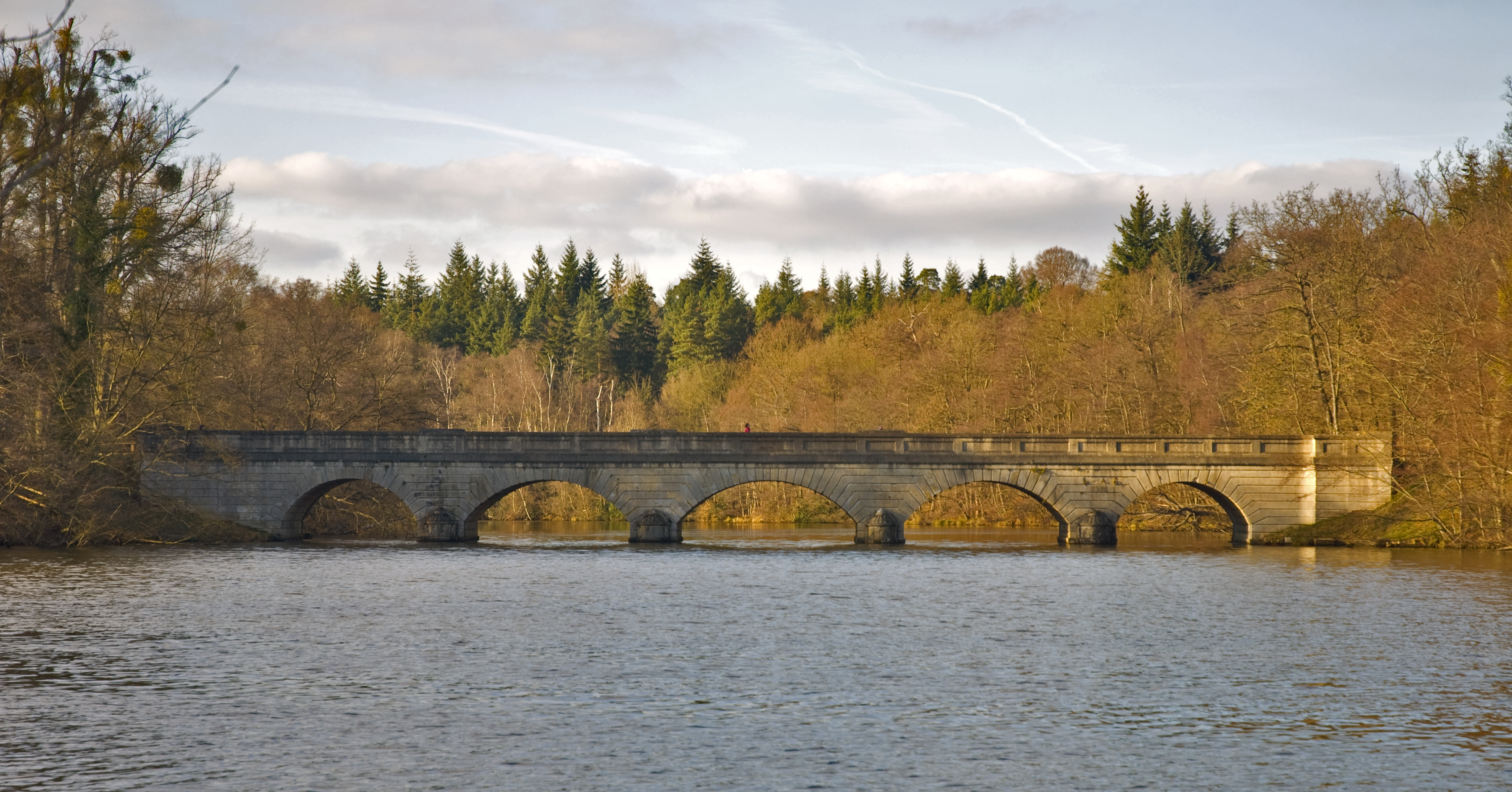
Міст через Вірджинія-Вотер